# Leymus crassiusculus
Leymus crassiusculus là một loài thực vật có hoa trong họ Hòa thảo. Loài này được L.B.Cai mô tả khoa học đầu tiên năm 1995.